# Festival de Loire
Le Festival de Loire est un rassemblement de la marine fluviale organisé tous les deux ans, fin septembre, par la municipalité d'Orléans (Loiret) sur les quais de la Loire  depuis 2003.
Le festival célèbre le fleuve et sa tradition batelière d'antan.

## Présentation
Sur les quais, diverses animations et activités sont proposées, autour de la vie et des métiers traditionnels de la batellerie. Des exposants proposent l'artisanat et la gastronomie de la région Centre-Val de Loire et des guinguettes  assurent la restauration. En soirée, des spectacles de rue animent les quais et un grand spectacle clôture chaque journée.
Les bateaux proposent leur visite et des balades fluviales.

## Historique

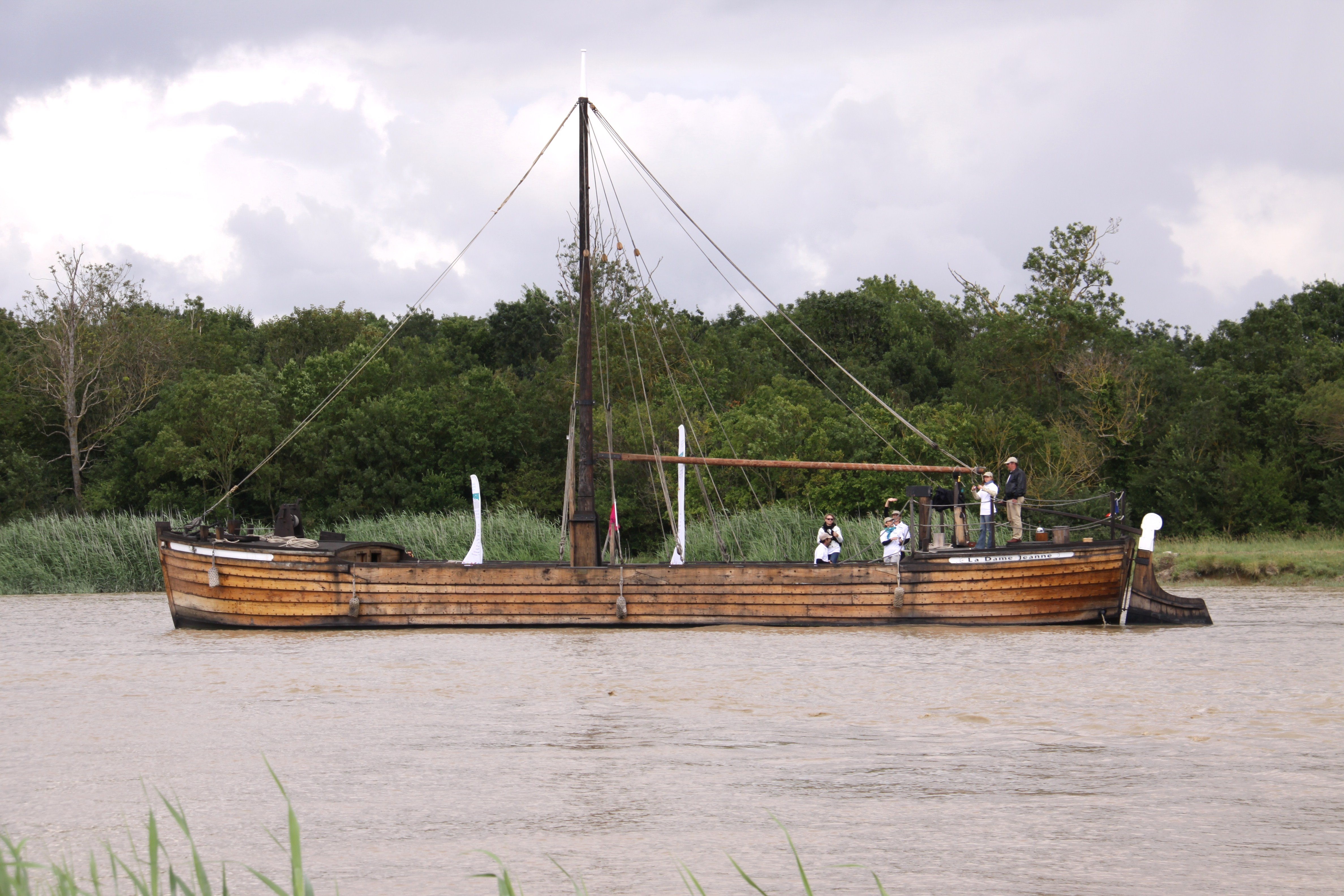
Photo de la Gabare "La dame Jeanne"

### 2011
La 5e édition s'est déroulée du 21 au 25 septembre 2011

### 2013
La 6e édition du Festival de Loire s'est déroulée du 18 au 22 septembre 2013. Plus de 200 bateaux et 600 mariniers arrivés des autres fleuves de France ou d’Europe, en remontant ou en descendant la Loire, ont participé à ce grand rendez-vous. L'Italie est le pays européen invité (le Pô et la lagune de Venise). Les différents navires de la Loire (fûtreaux, toues, rambertes chalands, sablières...) sont présents ainsi que les bateaux invités des régions françaises (yole de l'Odet, yole de Bantry, gondoles vénitiennes, etc.). Ainsi que l'Inexplosible n°22, un bateau à roues à aubes ; La Dame Jeanne, une gabare ;
l’Étienne-Bury, une toue sablière remise à l'eau en septembre 2013.

### 2015
La 7e édition s'est déroulée du 23 au 27 septembre 2015. L'invité d'honneur est la Pologne et son fleuve la Vistule. Quelques bateaux polonais sont présents : Zygmunt, second plus grand bateau de la Vistule, Zuchwala, plus vieux bateau naviguant encore sur la Vistule, Wanda, réplique d’un scute des XVe et XVIe siècles, Solny, réplique d’une barge typique du XVIe siècle au XIXe siècle, Pollejt, bateau de pêche traditionnel du XVIIIe siècle sur la Vistule, Lejt, bateau de pêche traditionnel à fond plat.

### 2017
La 8e édition s'est déroulée du 20 au 24 septembre 2017. L'invité d'honneur est l'Espagne. Cette édition marque une fréquentation record, atteignant les 700 000 à 750 000 visiteurs.

### 2019
La 9e édition s'est déroulée du 18 au 22 septembre 2019. Les invités d'honneur sont, d'une part, l'Angleterre et la Tamise et, d'autre part, les canaux de Flandre et d'Artois.

### 2021
La 10e édition est prévue du 22 au 26 septembre 2021 en fonction de la situation sanitaire. Pour marquer cette 10e édition, tous les pays invités du Festival de Loire depuis 2007 reviennent sur les bords de Loire avec leurs bateaux pour faire découvrir ou redécouvrir au public ce patrimoine vivant exceptionnel et venir à la rencontre de la Loire et ses mariniers durant les cinq jours de festivités.
Le visuel 2021 a été conçu de sorte que les bateaux soient « des personnages déambulant dans un décor grandiose. Sans oublier, les mariniers qui constituent l’âme même de ce plus grand rassemblement de la marine fluviale ». Le visuel 2021 a été réalisé par l'agence de communication Beyond.2

### 2023
C'est les 20 ans de la fête.
La 11e édition a eu lieu du 20 au 24 septembre 2023.
220 bateaux ont été présents.